# Parti pour la paix et la démocratie (Corée du Sud)
Pour les articles homonymes, voir Parti pour la paix et la démocratie.
Le Minjupeyonghwadang, forme de romanisation révisée (hangeul : 민주평화당 ; hanja : 民主平和黨), généralement appelé « Parti pour la démocratie et la paix » en français, est un parti politique de république de Corée (Corée du Sud), actif depuis 2018.
Le parti est fondé en février 2018 par des dissidents du Gungminuidang (Parti du peuple).

## Histoire
Le parti est créé par des dissidents du Gungminuidang (Parti du peuple), associés à une faction proche du président Kim Dae-jung.
L’idée d’une défection est née après l’annonce des chefs du Bareunjeongdang et du Gungminuidang de fusionner leurs formations politiques, en janvier 2018.
Le 28 janvier 2018, 16 des députés du Gungminuidang annoncent créer un nouveau parti. Il est officiellement fondé le 6 février suivant.

### Source
- (en) Cet article est partiellement ou en totalité issu de l’article de Wikipédia en anglais intitulé « Party for Democracy and Peace » (voir la liste des auteurs).